# 1922 în literatură
- 1921 în literatură — 1922 în literatură — 1923 în literatură

Anul 1922 în literatură a implicat o serie de noi cărți semnificative.

## Cărți noi
- Ernest Bramah - Kai Lung's Golden Hours
- Edgar Rice Burroughs - At the Earth's Core
- Karel Čapek
  - The Absolute at Large
  - Krakatit
- Willa Cather  - One of Ours
- Agatha Christie - The Secret Adversary
- Colette - La Maison de Claudine
- Richmal Crompton - Just William
- Aleister Crowley - Diary of a Drug Fiend
- E.E. Cummings - The Enormous Room
- E. R. Eddison - The Worm Ouroboros
- F. Scott Fitzgerald - The Beautiful and Damned
- David Garnett - Lady into Fox
- Hermann Hesse - Siddhartha
- James Joyce - Ulysses
- Sinclair Lewis - Babbitt
- Enzo Mainardi - volumul de poezie Istantanee – Instantanee
- Katherine Mansfield - The Garden Party and other stories
- Victor Margueritte - La Garçonne
- W. Somerset Maugham - On a Chinese Screen
- A. A. Milne - The Red House Mystery
- Emma Orczy
  - The Triumph of the Scarlet Pimpernel
  - Nicolette: A Tale of Old Provence
- Boris Pilniak - The Naked Year
- Ernest Raymond - Tell England
- Rafael Sabatini - Captain Blood
- May Sinclair - Life and Death of Harriett Frean
- Sigrid Undset - The Cross
- Carl Van Vechten Peter Whiffle
- Elizabeth Von Arnim - Enchanted April
- Edgar Wallace - The Valley of Ghosts
- Margery Williams - The Velveteen Rabbit or How Toys Become Real
- Virginia Woolf - Jacob's Room

## Premii
- Premiul Nobel pentru Literatură:

http://ro.wikipedia.org/w/index.php?title=1922_%C3%AEn_literatur%C4%83&action=edit&redlink=1